# Iced Earth
Gli Iced Earth sono gruppo musicale heavy metal statunitense formatosi a Tampa nel 1984 inizialmente sotto il nome di Purgatory e poi ufficialmente cambiato nell'attuale Iced Earth nel 1988.

## Storia del gruppo

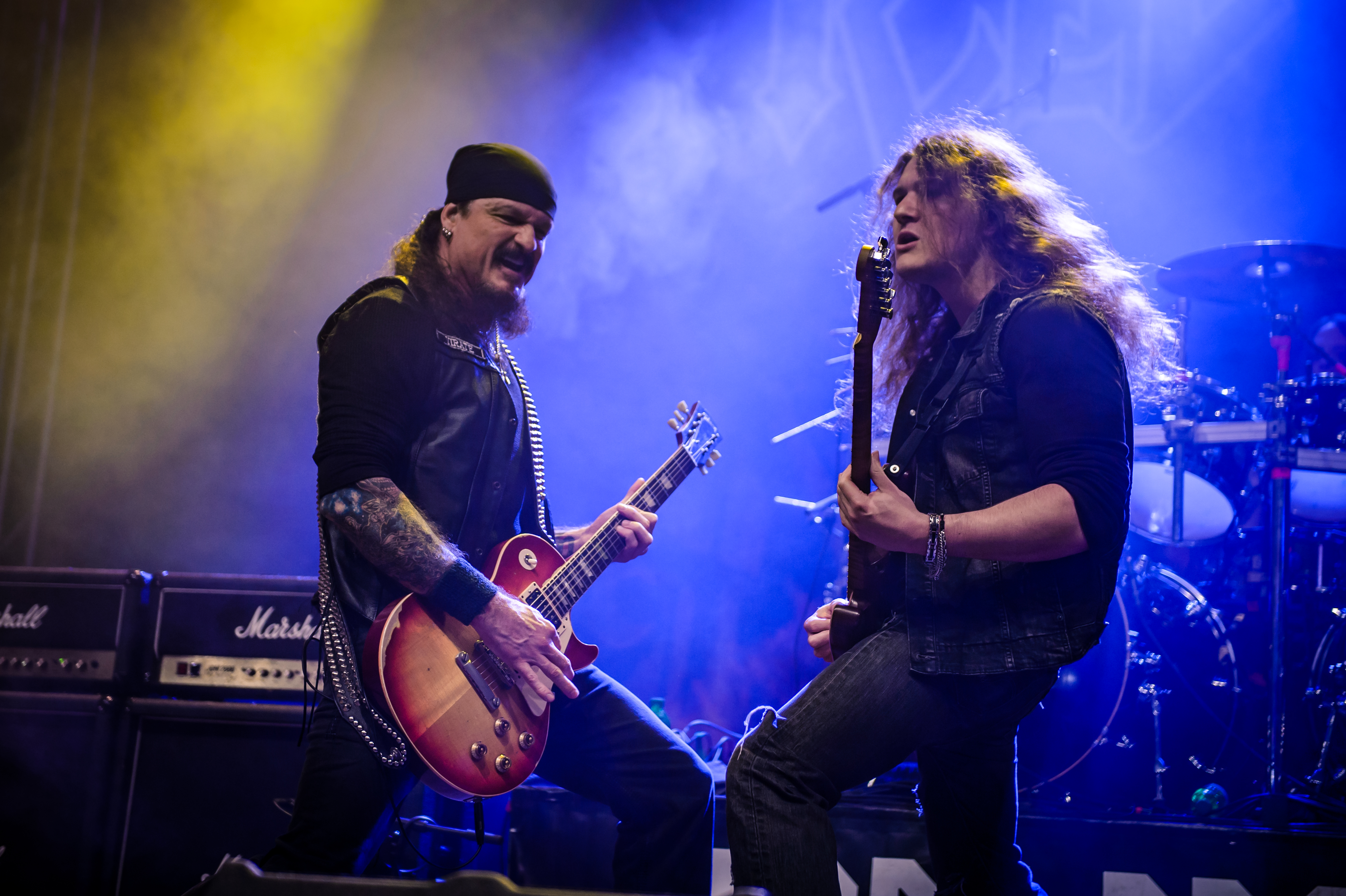
Jon Schaffer e Jacob Dreyer al Dong Open Air 2017

La band viene fondata nel 1984 dal chitarrista ritmico Jon Schaffer e dal batterista Greg Seymour. Il nome del gruppo era inizialmente Purgatory (dopo un breve periodo sotto il nome di The Rose). Jon era certo che la band avrebbe avuto un grandissimo successo e aveva grandi sogni condivisi con il suo migliore amico Bill Blackmon, il quale aveva suggerito per la band il nome Iced Earth. Quando Blackmon morì in seguito a un incidente in motocicletta, Schaffer si trasferì a Tampa, in Florida, più determinato a realizzare il suo sogno.
In Florida Jon è costretto a dormire in macchina o in case abbandonate per la mancanza di denaro. Dopo un periodo difficile, i consensi dal vivo per la band iniziano finalmente a crescere e la band pubblica il primo demo Enter the Realm, che porta gli Iced Earth sotto contratto con la casa discografica Century Media.

### Iced EartheNight of the Stormrider(1989-1992)

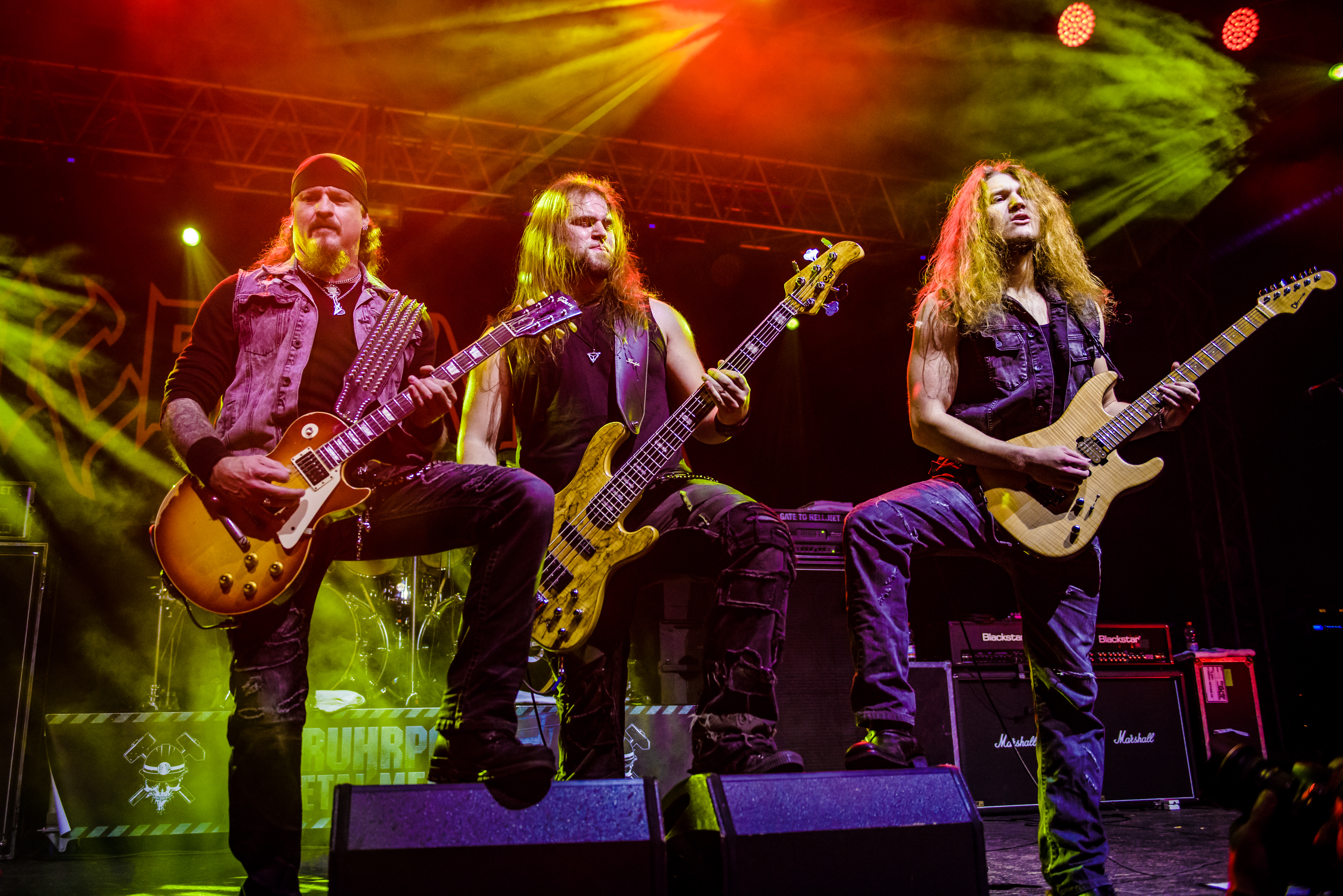
Shaffer, Luke Appleton e Dreyer al Ruhrpott Metall Meeting 2016

La formazione che registra l'album di debutto Iced Earth (1990) è composta da Jon Schaffer alla chitarra ritmica, Randy Shawver alla chitarra solista, Gene Adams alla voce, Dave Abell al basso e Mike McGill alla batteria. L'album si presenta grezzo, con Gene Adams non propriamente all'altezza, ma la potenza e la tecnica di esecuzione della band di ispirazione Judas Priest, Black Sabbath e Iron Maiden fanno guadagnare agli Iced Earth sempre più popolarità. Per il suo secondo album Schaffer decide di assumere il cantante John Greely per sostituire Gene Adams, la cui tecnica vocale non è considerata sufficientemente ampia. Il secondo album degli Iced Earth è Night of the Stormrider (1992) e rappresenta un netto miglioramento rispetto al debutto. Si tratta di un concept album thrash metal e speed metal che ha come protagonista un uomo tradito dalla religione e votato alla distruzione della Terra.

### Il tour con i Blind Guardian e i nuovi stravolgimenti (1992-1993)
Nella tournée del nuovo album, Schaffer stringe una grande amicizia col cantante dei Blind Guardian Hansi Kürsch. Schaffer decide di cacciare il cantante John Greely per le sue tendenze razziste, e la band rimane così senza cantante.

### Matthew Barlow eBurnt Offerings(1993-1995)

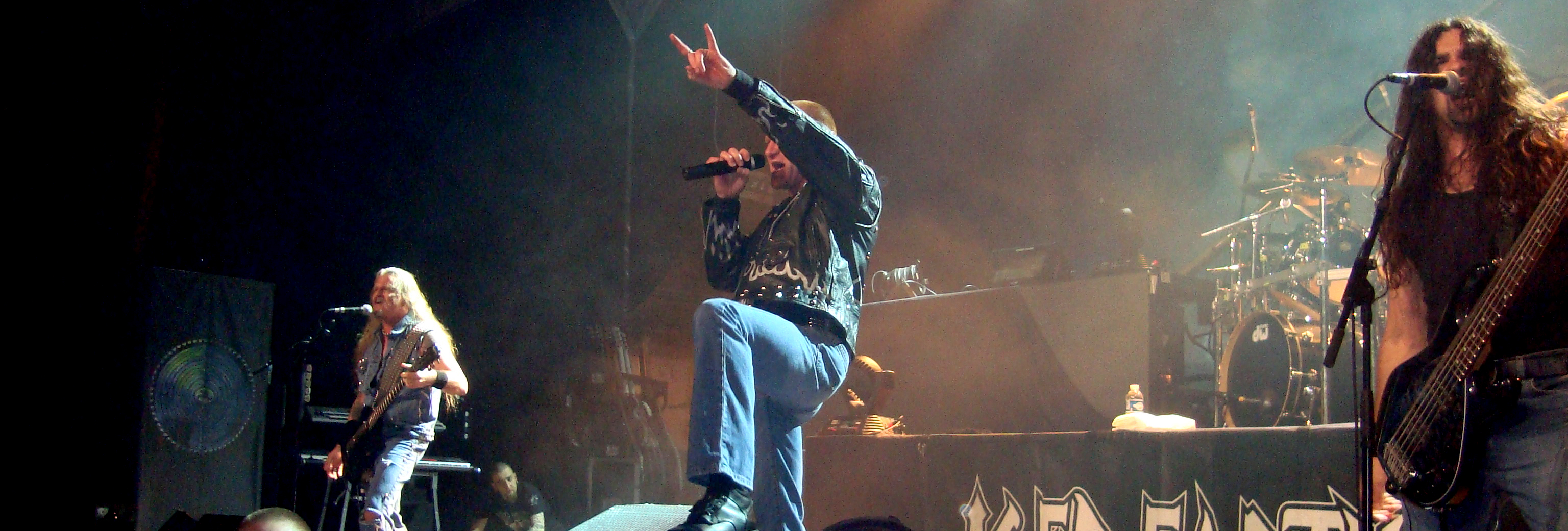
Gli Iced Earth a Stoccolma nel 2009 con Matt Barlow

Dalla sconosciuta band "Cauldron" arriva il cantante Matthew Barlow, il quale, dopo un breve periodo di prova, entra in pianta stabile negli Iced Earth. Barlow si dimostra un cantante capace di ricoprire un ampio range di note nonostante le caratteristiche di baritono, ma anche un professionista affidabile. La band però inizia un braccio di ferro con la casa discografica Century Media, in quanto il contratto è insoddisfacente per un gruppo che ha oramai raggiunto una discreta affermazione. Dopo un lungo periodo viene finalmente rinegoziato un nuovo contratto, ed il terzo album Burnt Offerings può essere finalmente inciso nel 1995. L'album è caratterizzato da atmosfere più cupe ed arrabbiate, sintomo anche di uno sfogo personale di Schaffer dopo i brutti momenti passati. Da sottolineare è la presenza della lunghissima track Dante's Inferno ispirata dalla Divina Commedia di Dante Alighieri.

### The Dark SagaeSomething Wicked This Way Comes(1995-1999)
Sull'onda del successo di Burnt Offerings, John Schaffer, oramai libero da problemi monetari e personali, è libero di tornare ai "concept album" che predilige. Nel 1996 esce il quarto album della band, The Dark Saga, liberamente ispirato alla storia del personaggio dei fumetti Spawn. Le canzoni si presentano stilisticamente più semplici e dirette, e la band guadagna consensi anche in Europa. I membri della band continuano a cambiare anche in questo periodo, caratteristica comunque portata avanti in tutta la storia degli Iced Earth, con i soli Barlow e Schaffer fissi.
James MacDonough al basso e Brent Smedley alla batteria sembrano, però, poter occupare finalmente i rispettivi ruoli a lungo nella band. Entra nel gruppo anche Larry Tarnowski alla chitarra solista. Nel 1998 esce finalmente quello che è considerato il miglior album della band, si tratta di Something Wicked This Way Comes, che può essere considerato una miscela di tutti i generi esposti dalla band fino a quel momento; Si passa dal thrash metal più puro dei primi album ai toni più scuri di Burnt Offerings fino alla semplice concretezza di The Dark Saga. L'album è un successo e contiene tre canzoni concept che ispireranno anche le future registrazioni. Il concept è stavolta una storia inventata "da zero" da Schaffer, e tratta la storia della creatura "Set Abominae" destinata a portare la distruzione sulla razza umana. Prima di proseguire con i propri lavori la band esegue la registrazione di quello che sarà ricordato come il proprio migliore show dal vivo, l'Alive in Athens. Questo disco dal vivo venne registrato nel gennaio 1999 ed è ricordato ancora oggi per l'epicità dell'evento durato ben due serate e tenutosi ad Atene. Nel 2000 Jon Schaffer e il cantante dei Blind Guardian Hansi Kürsch creano insieme un nuovo progetto chiamato Demons & Wizards (così come il primo album pubblicato). L'idea era quella di fondere i diversi stili di Blind Guardian e Iced Earth in un unico sound.

### Horror Show(2001)
Nel 2001 venne pubblicato il sesto album Horror Show, l'ultimo che vede gli Iced Earth sotto contratto con la Century Media. Alla batteria per quest'album si registra l'arrivo di Richard Christy. Schaffer avrebbe voluto dare vita subito a due album dedicati al suo personaggio "Set Abominae", ma intuendo presto una rottura con la casa discografica decise per un concept dedicato alle creature dell'orrore di romanzi e film. L'album consolida il successo della band, e proprio questo successo li chiama a supporto dei Judas Priest, con i quali però non avranno mai l'occasione di suonare a causa di problemi di calendario. Gli Iced Earth si ritrovano comunque a supporto di una grande band come i Megadeth, e realizzano con loro un grandioso tour negli USA ed un successivo tour da solisti nel gennaio 2002 in Europa.

### L'abbandono di Barlow (2002) eThe Glorious Burden(2004)

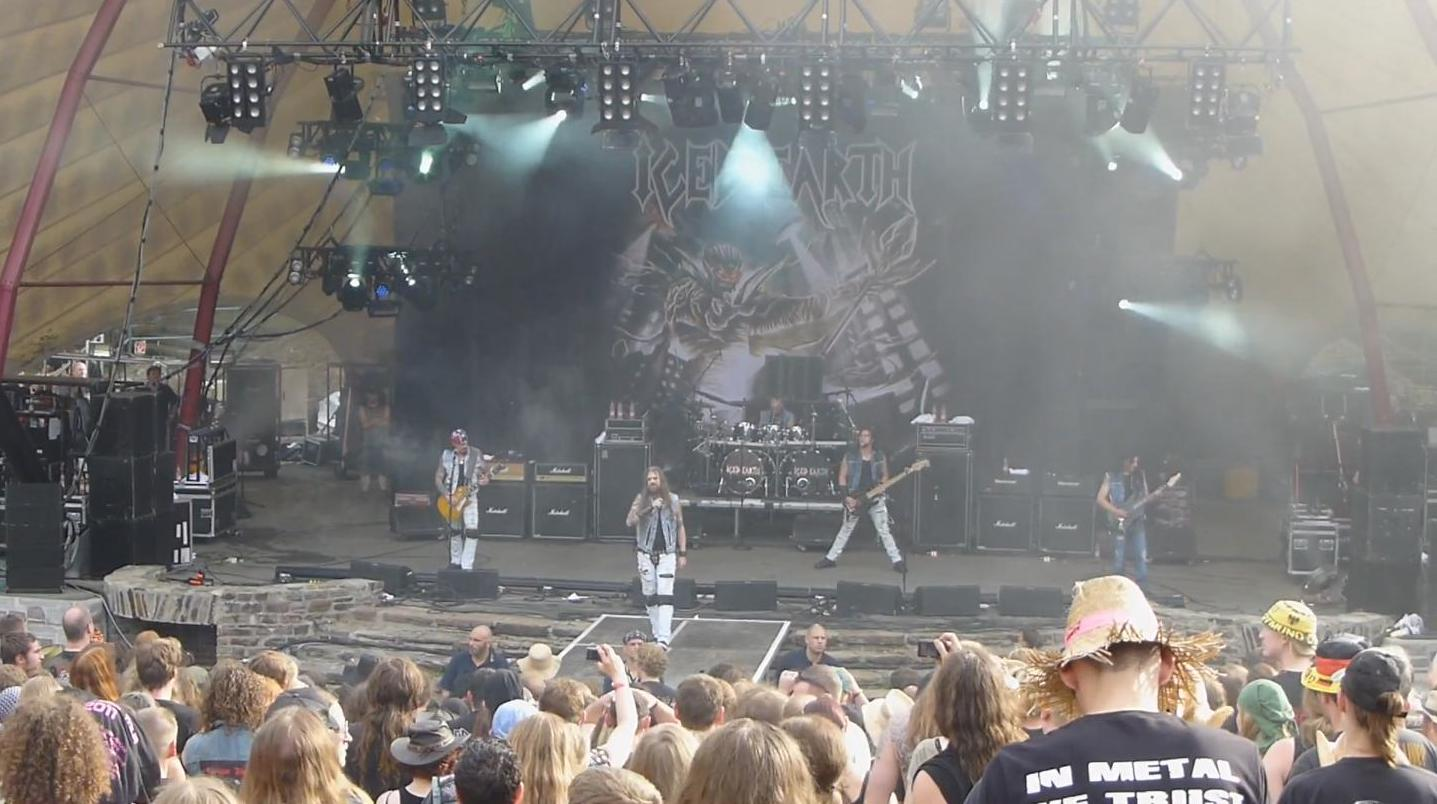
Gli Iced Earth al Metalfest 2013

Trovata la nuova etichetta nella SPV GmbH, gli Iced Earth si dedicarono alle registrazioni di The Glorious Burden, il loro settimo album da studio. Nel frattempo però la band perde due componenti: Il chitarrista Larry Tarnowski, che ha scelto di dedicarsi agli studi, e soprattutto il cantante Matt Barlow, che, rimasto sconvolto dagli attentati dell'11 settembre 2001, ha deciso di entrare nella polizia. La separazione con questo cantante è stata molto sofferta da parte di Jon, tanto che semmai Matt un giorno potesse cambiare idea per lui c'era una porta sempre aperta per un suo eventuale ritorno nella band. Proprio nel periodo dell'abbandono di Matt Barlow avvenne la reunion dei Judas Priest col ritorno di Rob Halford, quindi il cantante precedente Tim "Ripper" Owens, svincolato, iniziò a collaborare con gli Iced Earth registrando le parti vocali di The Glorious Burden, e in seguito accettò di entrare come cantante ufficiale del gruppo. Preceduto dal singolo The Reckoning in ottobre 2003, The Glorious Burden è uscito all'inizio del 2004 ed è stato generalmente accettato dalla maggioranza dei fans. Il tour di supporto del nuovo album è stato però segnato dalla sfortuna: Il tour europeo venne rinviato per problemi alla schiena di Schaffer, mentre il tour americano ha visto l'abbandono del batterista Richard Christy e poi del suo successore Ralph Santolla. L'intervento chirurgico alla schiena che ha costretto Schaffer a rinviare il tour europeo si è poi rivelato inutile, infatti Schaffer ha dovuto sottoporsi a un successivo intervento. Dopo il tour, Schaffer si è dedicato al suo progetto parallelo Demons & Wizards con l'amico Hansi Kursh, producendo il secondo Touched by the Crimson King..

### Framing Armageddone ritorno di Matt Barlow (2007)
Nel 2007 venne pubblicato l'ottavo album Framing Armageddon (Something Wicked Part I), il secondo con Tim Owens alla voce.
Framing Armageddon riprende il filo di Something Wicked This Way Comes, approfondendo e spiegando le origini del male supremo (Set Abominae) creato dagli alieni frutto della fantasia degli Iced Earth. L'album viene accolto e recensito molto tiepidamente, forse a causa del numero eccessivo di tracce. Il tour di questa nuova opera è comunque soddisfacente per quanto riguarda l'Europa, grazie anche alle buone prestazioni di Owens, sebbene pare gli mancasse un po' di carisma e convinzione.

Nella prima metà di dicembre 2007, a distanza di quasi cinque anni, Matthew Barlow rientrò a sorpresa nel gruppo. Questo grande ritorno è avvenuto perché Matt era tornato nelle scene musicali coi giovani Danesi Pyramaze, così Jon Schaffer ha subito colto l'occasione per restaurare il proprio feeling col cantante.

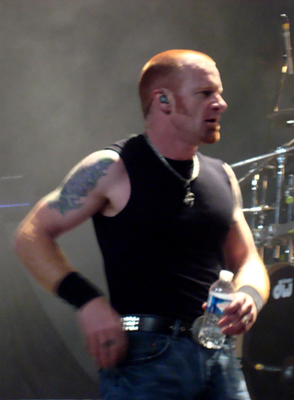
Barlow in uno show in Svezia

Jon Schaffer dichiarò di aver avuto un ottimo feeling con Tim Owens, che considera un ottimo professionista e uomo, e che un possibile litigio alla base della separazione siano state solo speculazioni dei giornalisti. Continuò dichiarando comunque che egli ha ritenuto sempre Matt Barlow un fratello con il quale condividere ogni momento della sua vita, oltre che un cantante di primo livello nella scena del metal mondiale. Per Jon i grandi successi degli Iced Earth sono sempre stati scaturiti dalla grande complicità tra lui ed il cantante, complicità convertita poi in una passione travolgente trasmessa infine ai fan per mezzo delle sue canzoni. Le dichiarazioni di Schaffer si concludono con i migliori auguri per Tim Owens che considera un uomo dal grandissimo talento e professionalità, anche se non con le caratteristiche adatte per una band come gli Iced Earth.

### The Crucible of Mane nuovo contratto discografico (2008-2010)
Nel 2008, per celebrare il ritorno di Matt Barlow alla voce, gli Iced Earth hanno eseguito un nuovo tour a distanza di pochi mesi da quello precedente per Framing Armageddon. Nel settembre 2008 è uscito il nuovo album The Crucible of Man (Something Wicked Part II) mentre la band era ancora in tournée negli Stati Uniti. Contemporaneamente a questa data anche la scaletta dei concerti è cambiata per dare spazio ai brani del nuovo disco. Nel 2009 la band ha organizzato un ritorno in Europa come co-headliner con i Saxon. Il tour ha anche fatto tappa a fine febbraio al Rolling Stone di Milano, che ha ospitato uno show di circa tre ore ben spartite dai due gruppi. Il 28 aprile 2010 viene resa pubblica la notizia della firma di un contratto discografico della band con l'etichetta Century Media Records, con la quale il gruppo ha pubblicato in passato album come The Dark Saga e Something Wicked This Way Comes.

### Il secondo abbandono di Matt Barlow (2011)
All'inizio del 2011 il cantante Matt Barlow decide di lasciare definitivamente la band per seri motivi familiari. In una nota del cantante stesso, infatti, egli ammette che il tempo da dedicare alla band rendeva insufficiente quello per poter portare avanti anche la propria vita familiare e che quindi la sua decisione era legata all'amore per i suoi figli. Viene sostituito dal cantante degli Into Eternity, Stu Block, e successivamente viene annunciato il decimo album Dystopia ed il conseguente tour mondiale con il nuovo cantante.

### Plagues of BabyloneIncorruptible(2012–2017)
Con Stu Block vengono pubblicati gli album Plagues of Babylon (2014) e Incorruptible (2017), portando così a dodici gli album fino ad ora incisi. Durante il concerto di Baltimora del 19 marzo 2018, Matt Barlow si riunisce come ospite agli ex-compagni per l'esecuzione del brano 'Watching Over Me' condividendo il palco con Stu Block.

### L'arresto di Jon Schaffer (2021-oggi)
Il 17 gennaio 2021, alle ore 15:00 circa, Schaffer è stato arrestato per l’assalto al Campidoglio di Washington D.C. del 6 gennaio 2021.Secondo il rapporto dell’FBI, Schaffer si è costituito e dovrà rispondere di 6 capi d’accusa, tra cui ingresso in modo illegale e violento in edifici soggetti a restrizioni e nel Campidoglio, atti di violenza contro persone o cose e interruzione di servizio di un organo governativo. Inoltre, durante i tafferugli avrebbe presumibilmente utilizzato contro la polizia un potente spray al peperoncino che solitamente è impiegato per autodifesa verso gli orsi. Il 15 febbraio 2021 il cantante Stu Block annuncia su twitter il suo addio alla band, cosi come tutti i membri della band che ne facevano parte in quel momento. Il 22 aprile 2022 Jon Schaffer è stato rilasciato per aver collaborato con la giustizia. Pubblicherà il tredicesimo album A Narrative Soundscape contenente le versioni narrate di vari brani della band.
Nel 2023 gli Iced Earth tornano sul mercato discografico per la prima volta dopo l’arresto di Jon Schaffer. La band il 28 aprile 2023 pubblicherà due EP per ROAR! (Rock Of Angels Records), intitolati “Hellrider” e “I Walk Among You“, contenenti delle tracce rare.

## Formazione

### Formazione attuale
- Jon Schaffer – chitarra ritmica,cori (1985-presente)
- Brent Smedley – batteria (1996-1997,1998-1999,2006-2013,2015-presente)

### Ex componenti
- Stu Block – voce (2011-2021)
- Luke Appleton – basso,cori (2012-2021)
- Jake Dreyer – chitarra solista (2016-2018)
- Troy Steele – chitarra solista (2007-2016)
- Richard Bateman – basso (1985-1986)
- Bill Owens – chitarra solista (1985-1987)
- Greg Seymour – batteria (1985-1989)
- Gene Adam – voce (1985-1991)
- Dave Abell – basso (1987-1996)
- Randall Shawver – chitarra solista (1988-1998)
- Mike McGill – batteria (1989-1991)
- John Greely – voce (1991-1992)
- Rick Secchiari – batteria (1991-1992)
- Rodney Beasley – batteria (1992-1995)
- Matt Barlow – voce (1994-2003,2007-2011)
- Mark Prator – batteria (1995-1996,1998)
- James MacDonough – basso (1996-2000,2001-2004)
- Larry Tarnowski – chitarra solista (1998-2003)
- Steve DiGiorgio – basso (2000-2001)
- Richard Christy – batteria (2000-2004)
- Ralph Santolla – chitarra solista (2003-2004)
- Tim "Ripper" Owens – voce (2003-2007)
- Bobby Jarzombek – batteria (2004-2006)
- Ernie Carletti – chitarra solista (2006)
- James "Bo" Wallace – basso (2006-2007)
- Tim Mills – chitarra solista (2006-2007)
- Dennis Hayes – basso (2007)
- Freddie Vidales – basso (2008-2012)
- Raphael Saini – batteria (2013)
- John Dette – batteria (2013-2015)

## Discografia

### Album in studio
- 1990 – Iced Earth
- 1992 – Night of the Stormrider
- 1995 – Burnt Offerings
- 1996 – The Dark Saga
- 1998 – Something Wicked This Way Comes
- 2001 – Horror Show
- 2004 – The Glorious Burden
- 2007 – Framing Armageddon (Something Wicked Part I)
- 2008 – The Crucible of Man (Something Wicked Part II)
- 2011 – Dystopia
- 2014 – Plagues of Babylon
- 2017 – Incorruptible
- 2022 – A Narrative Soundscape

### Album dal vivo
- 1999 – Alive in Athens
- 2011 – Festivals of the Wicked
- 2013 – Live in Ancient Kourion

### Album di cover
- 2002 – Tribute to The Gods

### Raccolte
- 1997 – Days of Purgatory
- 2004 – The Blessed and the Damned
- 2008 – Enter the Realm of the Gods

### Box set
- 2002 – Dark Genesis
- 2008 – Slave to the Dark
- 2010 – Box of the Wicked

### EP
- 1999 – The Melancholy E.P.
- 2003 – The Reckoning EP
- 2007 – Overture of the Wicked
- 2011 – 5 Songs
- 2014 – The Plagues EP

### Demo
- 1988 – Enter the Realm

## Videografia

### Album video
- 2005 – Gettysburg (1863)
- 2014 – Live in Ancient Kourion
- 2006 – Alive in Athens
- 2011 – Festivals of the Wicked